# James G. Blaine
James Gillespie Blaine (født 31. januar 1830 i West Brownsville, Pennsylvania, USA, død 27. januar 1893 i Washington, D.C.) var en amerikansk republikansk politiker. Han var talsmand i Repræsentanternes Hus, senator, udenrigsminister og tabende præsidentkandidat i 1884.
Han blev født i en forstad til Pittsburgh i Washington County, Pennsylvania.